# Vénéneuses
Pour plus de détails, voir Fiche technique et Distribution.
Vénéneuses est un film français de Jean-Pierre Mocky sorti en 2017.

## Synopsis
Dick Grant, truand vieillissant qui purge sa peine, apprend que sa compagne l'a doublement trahi : non seulement elle le trompe avec l'un de ses associés, mais le couple s'apprête à lui voler toute sa fortune. Il s'évade de prison et accomplit sa vengeance. Lors de sa cavale, il rencontre une jeune et jolie blonde avec qui il a une aventure. Elle finit par le démasquer et le fait chanter : ou bien il la débarrasse d'un oncle encombrant, ou bien elle le dénonce à la police...

## Fiche technique
- Réalisation, scénario et production : Jean-Pierre Mocky
- Dialogues : Frédéric Dieudonné
- Musique : Vladimir Cosma
- Chef Opérateur : Jean-Paul Sergent
- Assistant metteur en scène : Antoine Delélis
- Sociétés de production : Mocky Delicious products et Cabral
- Langue : français
- Genre : policier
- Date de sortie : 15 mars 2017
- Affiche : Léo Kouper (France)

## Distribution
- Jean-Pierre Mocky : Dick Grant
- Richard Bohringer : Robert Bongrand
- Clara Huet : Julia
- Jean-François Stévenin : l'inspecteur Chevrier
- Charlotte Gaccio : l'officier Pichon
- Laura Giudice : Mona
- Lola Marois : Doris
- Bonnafet Tarbouriech : Bud Alvarez
- Philippe Rebbot : le prêtre défroqué
- Laurent Biras : Tonio Alvarez
- Catherine Van Hecke : Olga
- Florian Hessique : le stagiaire Lucas
- Jean-Pierre Clami : le directeur adjoint Dufau
- Slimane Dazi : le codétenu de Dick
- Fred Scotlande : Maton Riboche
- Frédéric Boismoreau : Maton Flamand
- Lucy Harrison : Chloé
- Kevin Miranda

## Tournage
- Le tournage se déroule en septembre et octobre 2016 dans le Saumurois et en Île-de-France[1],[2].